# Peter Kolb
Pour les articles homonymes, voir Kolb.
Peter Kolb est un explorateur et un naturaliste allemand, né le 10 octobre 1675 à Dörflas en Bavière et mort le 31 décembre 1726 à Neustadt an der Aisch.

## Biographie
D'une famille très modeste, il réussit à poursuivre ses études tout en donnant des cours particuliers. Il est envoyé, en 1706, pour faire des observations sur la faune et la flore ainsi que des relevés astronomiques. Il reste sept ans en Afrique du Sud.
À son retour, il publie Caput Bonae Spei Hodiernum (1719). Ce livre connaît un grand succès et est traduit en anglais, en néerlandais et en français. Il fait découvrir à ses contemporains la vie de la colonie hollandaise du Cap.
Il meurt dans une grande pauvreté.

## Note
1. ↑  Son nom est parfois graphié Kolbe.

## Source
- Michael Walters (2003). A Concise History of Ornithology, Yale University Press (New Haven, Connecticut) : 255 p.  (ISBN 0-300-09073-0)